# Australia Zoo

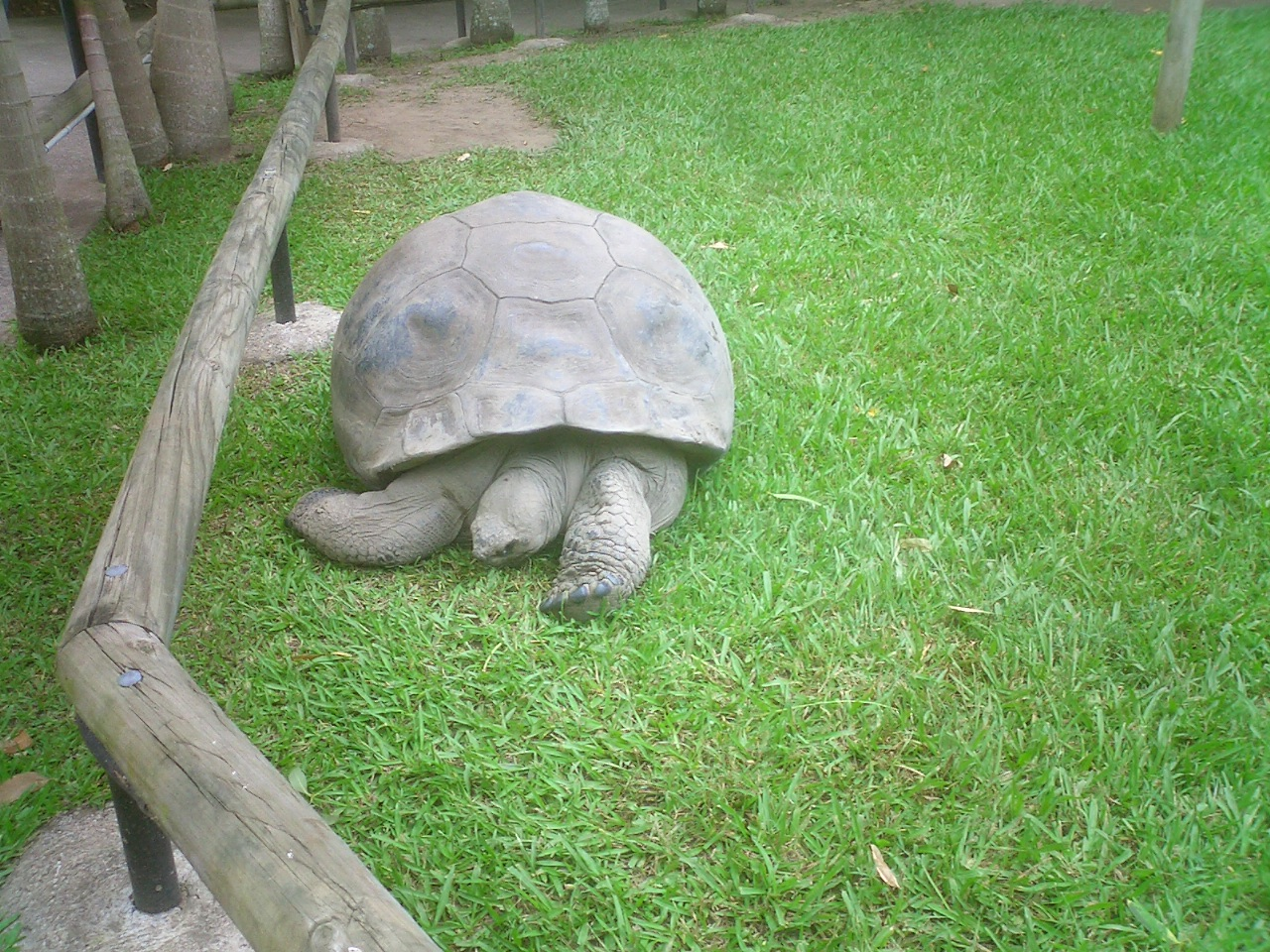
Harriet was tijdens haar leven het oudste levende dier ter wereld: ze werd 176 jaar oud en stierf op 23 juni 2006 aan de gevolgen van een hartaanval.

Australia Zoo is een dierentuin in Beerwah, een plaatsje gelegen bij Brisbane in de Australische staat Queensland.
De dierentuin is opgericht door Bob en Lynn Irwin in 1970. Het echtpaar Irwin verhuisde omdat hun reptielenverzameling te groot was geworden voor hun huis nabij Melbourne. Bij Beerwah begonnen ze een bescheiden wildpark voor wilde dieren. In de eerste jaren heette de dierentuin "the Beerwah Reptile Park", vervolgens "Queensland Reptile and Fauna Park". In 1992 nam zoon Steve Irwin de dierentuin over van zijn vader en hernoemde het park "Australia Zoo". Sindsdien is het uitgegroeid tot de populairste toeristenbestemming in Queensland. Steve Irwin bleef Australia Zoo leiden tot zijn tragische dood op 4 september 2006. Irwin verwierf wereldwijd bekendheid vanwege de televisieserie The Crocodile Hunter, uitgezonden door Animal Planet. Nu wordt het park gerund door zijn vrouw, Terri Irwin. Sinds de dierentuin is opgericht in 1970 is het doel: "Conservation through exciting education" ("Natuurbehoud met behulp van spannende educatie").
De dierentuin werkt mee aan fokprogramma's van verschillende bedreigde diersoorten en heeft een dierenziekenhuis waar onder andere koala's worden opgevangen.

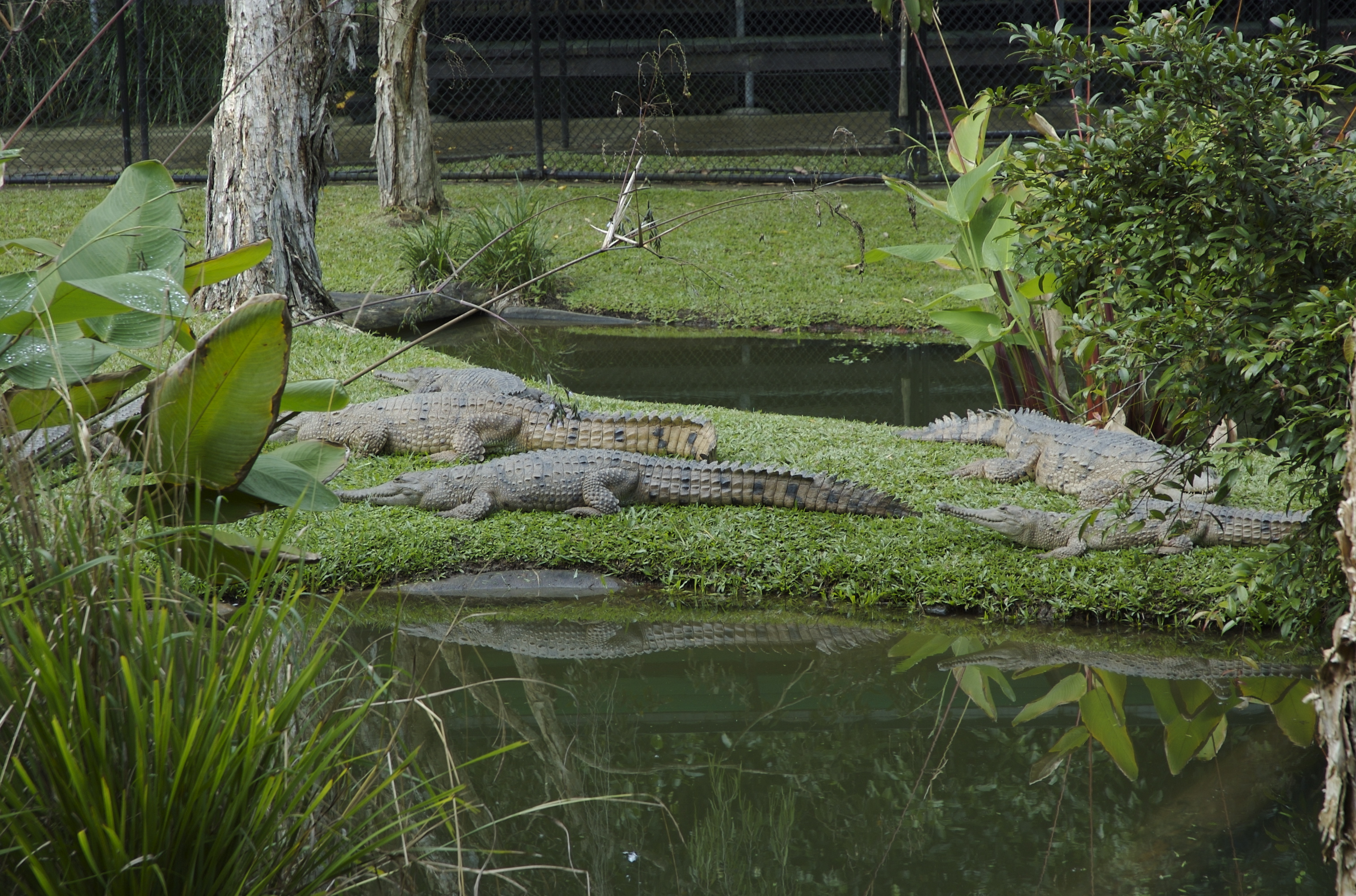
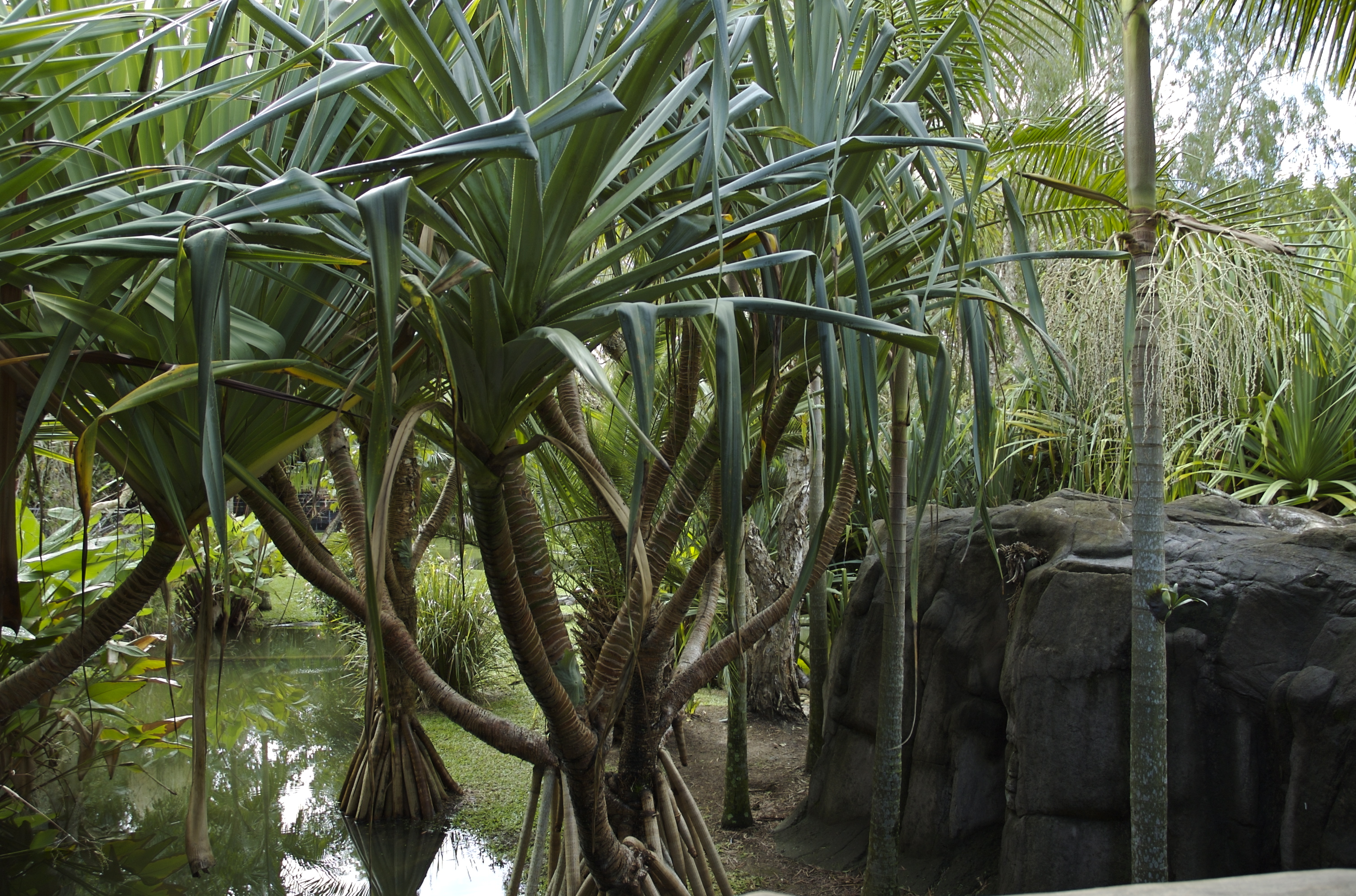
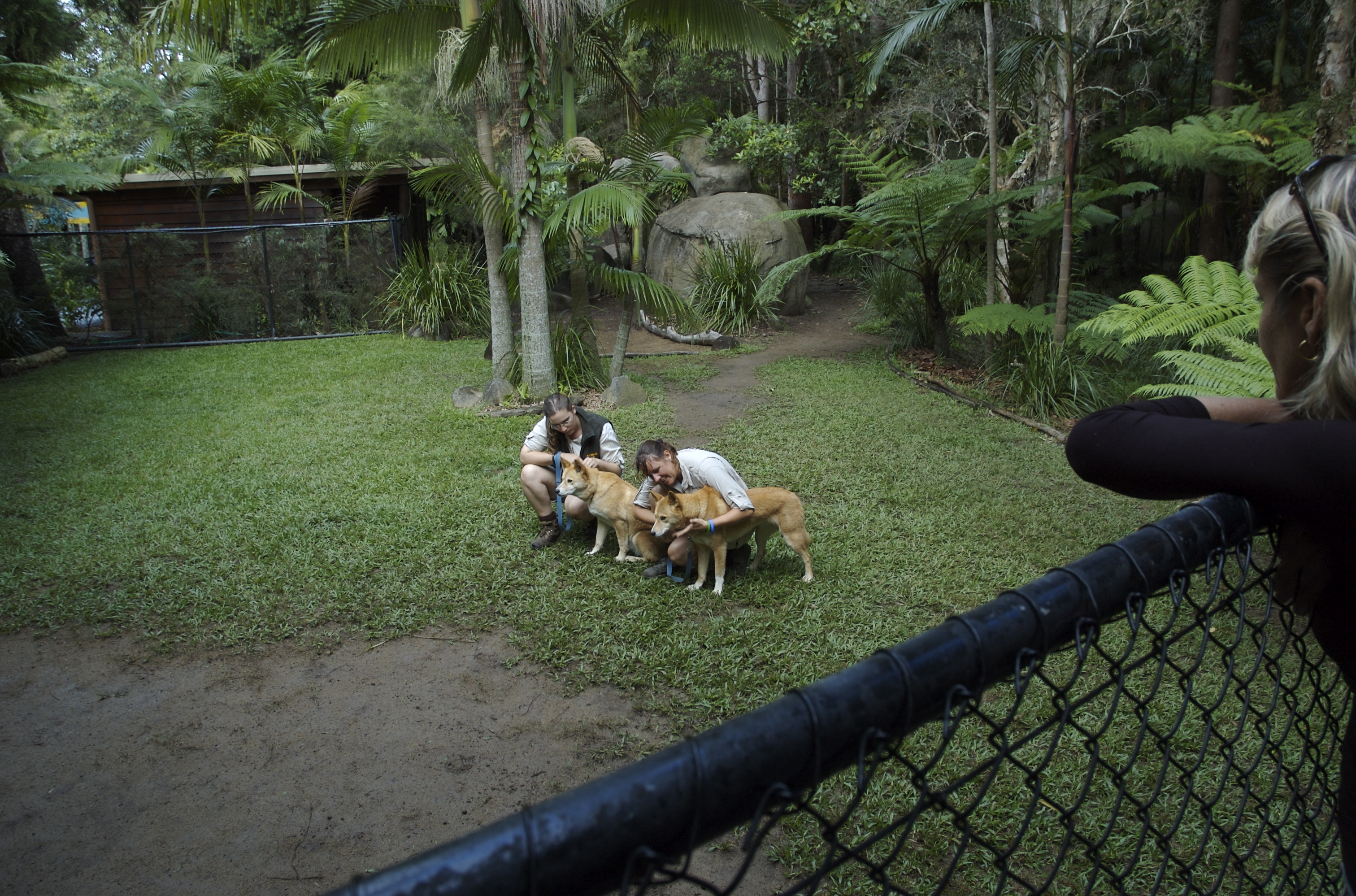
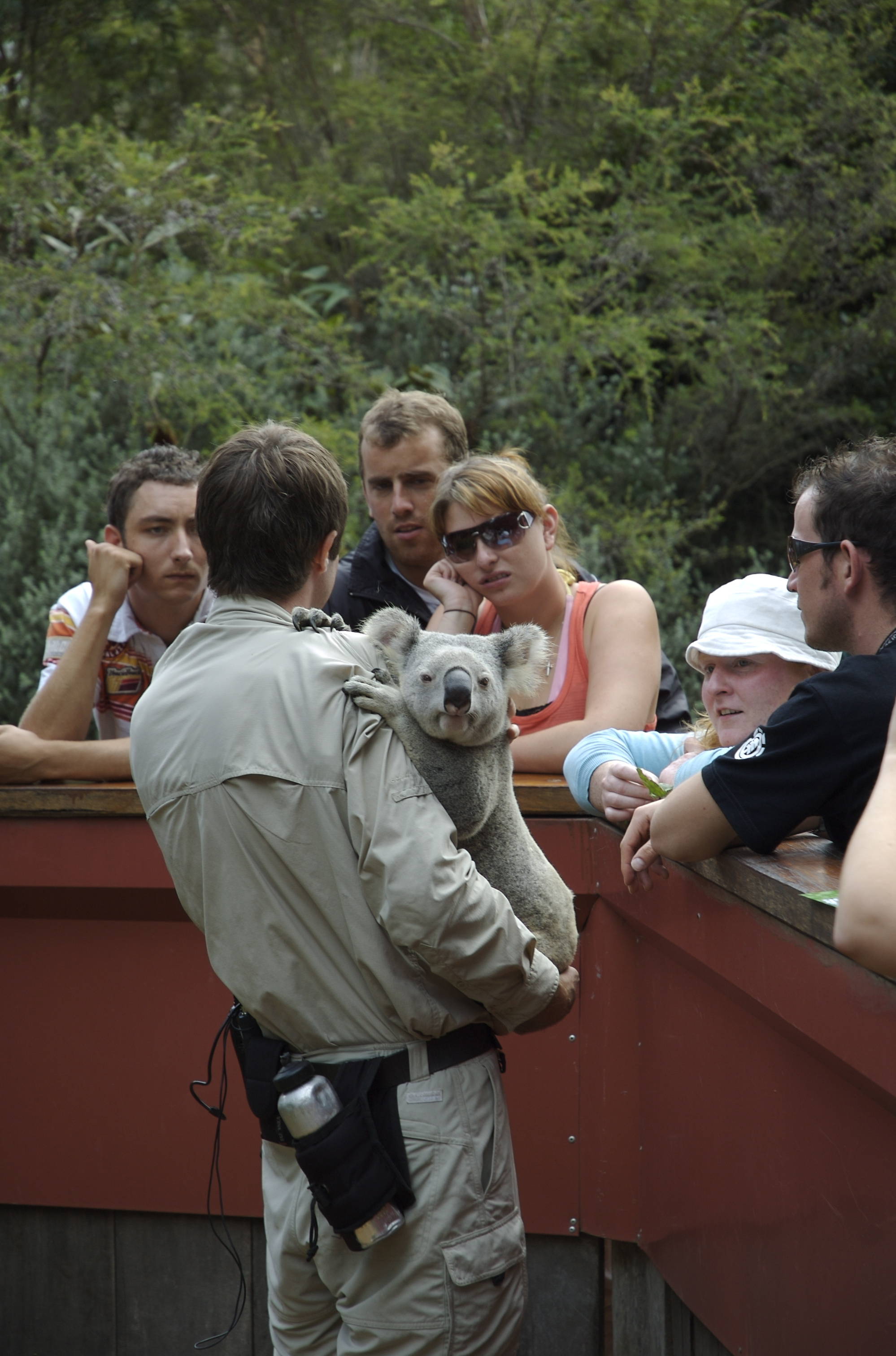